# 可憐的東西 (電影)
《可憐的東西》（英語：Poor Things）是一部2023年的英語超現實科幻驚悚電影，由尤格·藍西莫執導，艾瑪·史東、馬克·魯法洛、威廉·達佛、拉米·優素福和傑洛·卡麥克主演。然而，此電影由愛爾蘭、英國和美國合拍。改編自阿拉斯代爾·格雷的《可憐的東西》一書，講述一位年輕女子，被才華橫溢的無照科學家復活。
電影2023年9月在第80屆威尼斯影展上首映，荣获金狮奖；2023年12月8日由探照燈影業安排在美國上映，2024年1月12日在英國上映。電影獲得正面為主的評價，其中艾瑪·史東的演技獲頒包含第81屆金球獎等獎項的肯定，第96屆奧斯卡金像獎入圍11項獎項，最終贏得最佳女主角獎、最佳服裝設計獎、最佳化妝與髮型設計獎、最佳美術設計獎。

## 劇情
故事背景發生於19世紀的英國倫敦，年輕有為的醫科學生麥斯·麥坎德利斯成為古怪的外科醫生哥德溫·巴克斯特的助理，哥德溫同時還擔任名為「貝拉·巴克斯特」的女子的監護人。麥斯對於天真瀰漫的貝拉心生情愫，但後來得知貝拉生前其實是一名從橋上墜河自盡的孕婦維多莉亞，哥德溫取得維多莉亞的遺體，將其腹中胎兒的腦部移植取代維多莉亞的腦部，讓維多莉亞以人造再生的方式存活並命名為貝拉。在哥德溫的鼓勵下，麥斯向貝拉求婚，雖然貝拉接受了麥斯，但隨著她智力的迅速發展，貝拉對外面的世界變得好奇，轉而與一位放蕩的律師鄧肯·韋德伯恩私奔。哥德溫決定放貝拉離開，還開始對一位年輕女子費莉西蒂進行新的實驗，然而費莉西蒂的成熟速度相較於貝拉還要更加緩慢。
貝拉和鄧肯踏上了一段偉大的旅程，兩者的旅途從里斯本開始，他們在那裡頻繁地交歡，然而當貝拉變得難以控制時，鄧肯將她偷偷帶至一艘遊輪上，貝拉與船上的乘客瑪莎和哈利成了朋友，受瑪莎和哈利的啟蒙，貝拉開始研讀哲學。鄧肯試圖阻止她的成長，但無濟於事，結果陷入憤怒的鄧肯開始沉迷於酗酒和賭博。當貝拉和鄧肯在亞歷山大停留期間，貝拉目睹了窮人的苦難並變得心煩意亂，她將鄧肯的獎金交給不道德的船員，這些船員謊稱會把獎金送給有需要的人，實則將這些獎金占為己有，由於這起事件，貝拉和鄧肯的旅費無法支援後續旅程，他們轉而在馬賽下船，然後前往巴黎。為了賺取旅費和求得住宿，貝拉開始在妓院賣身工作，這讓鄧肯氣急敗壞之餘精神崩潰，更被貝拉拋棄，反觀貝拉在妓院接受斯威尼夫人的指導之餘，還和同為妓女的圖瓦內特成為朋友，圖瓦內特向她介紹了社會主義。
另一方面，哥德溫病入膏肓，他要求麥斯將貝拉帶到他身邊。當麥斯在追蹤已被送進收容機構的鄧肯後找到了貝拉，帶領貝拉前往倫敦。貝拉不但與哥德溫和解，還重申了與麥斯結婚的計劃，然而在貝拉和麥斯舉辦婚禮當天，鄧肯和維多利亞的丈夫阿爾菲·布萊辛頓將軍闖入會場打斷婚禮，阿爾菲認出眼前的「貝拉」其實是維多莉亞，他們在貝拉失蹤前就已結婚，他是來接她的。為了理解自己的前世，貝拉決定離開麥斯跟著阿爾菲試圖一探究竟，結果發現阿爾菲其實是個有暴力傾向與虐待狂本性的殘虐男子，同時意識到維多莉亞生前正是不堪阿爾菲的家庭暴力，才會為了徹底逃離阿爾菲自盡身亡。
阿爾菲將貝拉限制在他的豪宅裡，他用槍威脅她接受生殖器切割，甚至還要求她喝下鎮定劑，不願屈服的貝拉轉而將鎮定劑潑到阿爾菲的臉上，慌亂中阿爾菲朝自己的腳開槍並陷入昏迷，貝拉則逃出了阿爾菲的宅邸。故事的最後，哥德溫在貝拉和麥斯的陪伴下平靜地去世。貝拉決定在麥斯和圖瓦內特的幫助下繼續哥德溫的工作，她還將一頭山羊的大腦移植到阿爾菲的頭部。

## 演員
- 艾瑪·史東 飾演 貝拉·巴克斯特（Bella Baxter）／維多莉亞·布萊辛頓（Victoria Blessington）
- 馬克·魯法洛 飾演 鄧肯·韋德伯恩（Duncan Wedderburn）
- 威廉·達佛 飾演 哥德溫·「上帝」·巴克斯特博士（Dr. Godwin "God" Baxter）
- 拉米·優素福 飾演 麥斯·麥坎德利斯（Max McCandless）
- 克里斯多福·阿伯特 飾演 阿爾菲·布萊辛頓（Alfie Blessington）
- 凱瑟琳·亨特（英语：Kathryn Hunter） 飾演 斯威尼夫人（Madame Swiney）
- 傑洛·卡麥克 飾演 哈利·阿斯特利（Harry Astley）
- 漢娜·許古拉 飾演 瑪莎·馮·庫爾羅茨克（Martha von Kurtzroc）
- 瑪格麗特·庫利 飾演 費莉西蒂（Felicity）
- 薇琪·佩珀代因（英语：Vicki Pepperdine） 飾演 普林夫人（Mrs. Prim）
- 蘇西·本巴 飾演 圖瓦內特（Toinette）
- 琦莉·佛塞斯（英语：Keeley Forsyth） 飾演 女傭艾莉森（Alison the Maid）
- 約翰·洛克（John Locke） 飾演 管家大衛（David the Butler）
- 凱特·漢福德（Kate Handford） 飾演 凱蒂（Kitty）
- 歐文·古德（Owen Good） 飾演 傑拉德（Gerald）
- 達米安·勃納爾 飾演 父親（Father）
- 湯姆·史托頓 飾演 服務員（Steward）
- 韋恩·布雷特（Wayne Brett） 飾演 神父（Priest）
- 卡米尼奧（英语：Carminho） 飾演 法朵女歌手（Fado Singing Woman）
- 傑斯金·芬德里克斯（英语：Jerskin Fendrix） 飾演 里斯本餐廳音樂家（Lisbon Restaurant Musician）

## 製作

### 發展
電影由Film4 製作公司、元素影業、TSG娛樂和探照燈影業出品，於2009年開始開發電影製作，當時尤格·藍西莫前往蘇格蘭與《Poor Things》的小說作者阿拉斯代爾·格雷討論收購其小說版權。藍西莫分享道：「他是一個非常可愛的人，不幸的是，他在我們真正製作這部電影的幾年前就去世了，但他非常特別，精力充沛；我們見面時，他已經80多歲了」藍西莫分享說，格雷帶他私人遊覽一次格拉斯哥，在那裡格雷向藍西莫展示了啟發他故事的幾個地方。
在拍攝《真寵》（2018）時，藍西莫重新審視了這部《Poor Things》項目，並與主演《真寵》的艾瑪·史東討論了這個項目。在《真寵》的成功之後，藍西莫便開始積極地開發《可憐的東西》：「在《真寵》相對成功之後，我實際上是製作了一部，貴一點的電影並取得了成功，人們更傾向於允許我做任何我想做的事情。想要的，所以我只是回到格雷的書並說『這就是我想做的。』這是一個漫長的過程，但這本書一直在我的腦海裡。」在製作這部電影的同時，藍西莫和史東也共同合作拍攝短片《Bleat》（2022）。

### 前期製作
電影於2021年2月正式宣布。尤格·藍西莫認為，再次與艾瑪·史東合作，能為他的製作帶來優勢，因為他們之間建立了相互信任。史東也討論了《可憐的事》的製作過程與《真寵》（2018）相比有何不同，因為她也是擔任此片的製片人：「參與這部電影的拼湊過程非常有趣，從演員到部門負責人，再到電影製作人，最終，藍西莫是做出這些決定的人，但我積極參與了這一過程，這一過程是在大流行期間開始的；在那段時間裡，我們一直在接觸人們、選角和一切，因為我們哪裡也去不了。」

### 選角
2021年2月首次報導稱，尤格·藍西莫和艾瑪·史東在一部電影的合作上重聚，據報導預定2021年秋季開始拍攝。威廉·達佛於2021年3月進入演員陣容的討論。到了四月，拉米·優素福正在洽談加入事宜。達佛和優素福於五月確認加入，馬克·魯法洛和傑洛·卡麥克也於五月加入演員陣容。9月，克里斯多福·阿伯特加入演員名單。11月，瑪格麗特·庫利和蘇西·本巴（Suzy Bemba）獲選出演，凱瑟琳·亨特透露她也在電影中出演了一個角色。

### 拍攝
主要拍攝於2021年8月在匈牙利開始，並在布達佩斯的奧利戈工作室（Origo Studios）開始拍攝，並於當年12月結束。攝影師羅比·萊恩表示，法蘭西斯·柯波拉的《吸血鬼：真愛不死》是製作這部電影的主要靈感來源。

### 配樂
這部電影是由流行音樂家傑斯金·芬德里克斯配樂，也是他第一部配樂長篇電影。這張原聲帶專輯由米蘭唱片公司在美國電影上映日期（2023年12月8日）同時發行。兩首單曲“Bella”和“Lisbon”於11月14日發行。

## 發行
《可憐的東西》2023年9月在第80屆威尼斯影展上首映。電影在美國預定2023年12月8日上映，此前定於2023年9月8日，受2023年美國演員工會大罷工影響而改檔。

## 評價
根据評論匯總网站爛番茄汇总的349篇评论文章，92%的评论家给予该作正面评价，平均打分为8.5分（满分10分）。该网站总结的评论家共识是“《可憐的東西》想像豐富，令人興奮不已，是導演尤格·藍西莫和主演艾瑪·史東的一部奇異而精彩的傑作。”
在Metacritic上，根據58位影評人給予87分（滿分100分），這部電影獲得了「一致好評」。

## 獎項
其他獎項請見《可憐的東西》獲獎與提名列表。
| 年份 | 頒獎典禮           | 獎項               | 入圍者                                   | 結果 |
| ---- | ------------------ | ------------------ | ---------------------------------------- | ---- |
| 2024 | 第96屆奧斯卡金像獎 | 最佳影片           | 《可憐的東西》                           | 提名 |
| 2024 | 第96屆奧斯卡金像獎 | 最佳导演           | 尤格·藍西莫                              | 提名 |
| 2024 | 第96屆奧斯卡金像獎 | 最佳女主角         | 艾瑪·史東                                | 獲獎 |
| 2024 | 第96屆奧斯卡金像獎 | 最佳男配角         | 馬克·魯法洛                              | 提名 |
| 2024 | 第96屆奧斯卡金像獎 | 最佳改編劇本       | 《可憐的東西》                           | 提名 |
| 2024 | 第96屆奧斯卡金像獎 | 最佳原创配樂       | 傑斯金·芬德里克斯                        | 提名 |
| 2024 | 第96屆奧斯卡金像獎 | 最佳攝影           | 罗比·瑞恩                                | 提名 |
| 2024 | 第96屆奧斯卡金像獎 | 最佳影片剪辑       | 欧格斯·马夫罗萨里迪斯                    | 提名 |
| 2024 | 第96屆奧斯卡金像獎 | 最佳美術設計       | James Price、Shona Heath、Zsuzsa Mihalek | 獲獎 |
| 2024 | 第96屆奧斯卡金像獎 | 最佳服装设计       | 霍莉·沃丁頓                              | 獲獎 |
| 2024 | 第96屆奧斯卡金像獎 | 最佳化妆与发型设计 | 娜蒂亞·斯泰西、馬克·古利亞、Josh Weston  | 獲獎 |

## 外部連結
- 官方网站
- 互联网电影数据库（IMDb）上《可憐的東西》的资料（英文）